# Лихтенштейн, Генриетта
Княгиня Генриетта фон Лихтенштейн (нем. Henriette Maria Norberta; 6 июня 1843, замок Лихтенштайн, Нижняя Австрия — 24 декабря 1931, замок Фрауэнталь, Штирия) — дочь князя Алоиза II фон Лихтенштейн и его супруги Франциски Кински.
Она вышла замуж 26 апреля 1865 за своего кузена Альфреда Лихтенштейна, сына князя Франца де Паула Лихтенштейн и графини Потоцкой.
Генриетта скончалась в 1931 году в возрасте 88 лет. Она похоронена рядом с супругом в Новой усыпальнице в Вранау.

## Дети
- княгиня Франциска Мария Иоганна (21 августа 1866 — 23 декабря 1939), замуж не выходила и детей не имела
- князь Франц де Паула Мария (24 января 1868 — 26 августа 1929), не женился и детей не имел
- княгиня Юлия (24 января 1868 — 24 января 1868)
- князь Алоиз (1869—1955), который в 1923 году отказался от своих прав на лихтенштейнский трон в пользу своего сына Франца Иосифа II
- княгиня Мария Терезия Юлия (9 сентября 1871 — 9 апреля 1964), замуж не выходила и детей не имела
- князь Иоганн Франц Альфред Мария Каспар Мельхиор Бальтазар (6 января 1873 — 3 сентября 1959), с 1921 года — 1.220-й рыцарь Ордена Золотого руна, который 6 сентября 1906 года в Будапеште женился на Марии, графине Андраши фон Синк-Сент-Кирали унд Красна-Горка
- князь Альфред Роман (6 апреля 1875 — 25 октября 1930), который 19 февраля 1912 года женился в Мюнхене на Терезии Марии, княгине цу Геттинген-Оттинген унд Оттинген-Валлерштайн
- князь Гейнрих Алоиз Мария Иосиф (21 июня 1877 — погиб в бою 16 августа 1915 года под Варшавой), не женился и детей не имел
- князь Карл Алоиз (16 сентября 1878 — 20 июня 1955), который в 1921 году женился на Елизавете, княгине фон Урах, графине фон Вюртемберг, княжне Литовской (дочь Вильгельма, герцога фон Урах, которого предлагали в 1918 году в короли марионеточного Литовского королевства).
- князь Георг Гартманн Иосиф Мария Матхаус (22 февраля 1880 — 14 апреля 1931)[3]